# Parafia Najświętszego Serca Pana Jezusa w Stargardzie
Parafia pw. Najświętszego Serca Pana Jezusa w Stargardzie – rzymskokatolicka parafia należąca do dekanatu Stargard Zachód, archidiecezji szczecińsko-kamieńskiej, metropolii szczecińsko-kamieńskiej. Została erygowana w roku 1996.